# Otacílio Gonçalves
Otacílio Gonçalves da Silva Junior (* 16. Juni 1940 in Santa Maria) ist ein ehemaliger brasilianischer Fußballtrainer.

## Karriere
1984 wurde Otacílio bei SC Internacional als Trainer eingestellt und gewann er mit dem Verein den Staatsmeisterschaft von Rio Grande do Sul. 1985 wechselte er zu Athletico Paranaense und gewann er mit dem Verein den Staatsmeisterschaft von Paraná. Von 1987 bis 1989 war er außerdem noch bei den Vereinen Coritiba FC, Grêmio und paraguayischen Club Cerro Porteño unter Vertrag. 1989 übernahm er zusätzlich das Amt des Trainers der Kuwaitische Fußballnationalmannschaft. 1991 kehrte er nach Brasilien zurück. Hier trainierte er bis 1995 für Portuguesa, Paraná Clube, Palmeiras und Atlético Mineiro. 1991 und 1995 gewann er mit Paraná Clube den Staatsmeisterschaft von Paraná. 1996 unterschrieb er einen Vertrag beim japanischen Erstligisten Yokohama Flügels. 1997 erreichte er das Finale des Kaiserpokal. 1998 kehrte er nach Brasilien zurück. Danach trainierte er bei SC Internacional, Paraná Clube, SE Gama und Santa Cruz FC.

## Erfolge
Internacional
- Staatsmeisterschaft von Rio Grande do Sul: 1984

Atlético Paranaense
- Staatsmeisterschaft von Paraná: 1985

Grêmio
- Staatsmeisterschaft von Rio Grande do Sul: 1988